# Espectre clar
L'espectre clar (Boyeria irene) és una espècie d'odonat anisòpter de la família dels èsnids.

## Distribució
Es tracta d'un endemisme de l'oest del Mediterrani: es pot trobar en zones dels Alps, Itàlia, França, Espanya, Portugal, Marroc, Algèria i Tunísia.

## Hàbitat
Rierols i rius amb la llera, o almenys les ribes, ombrejades. Al sud de la distribució, només es troba en muntanya mitjana i alta, mentre que a Suïssa prefereix ribes de grans llacs.

## Període de vol
Vola de maig a octubre, amb un període més curt més al nord i amb màxims d'abundància entre juliol i agost.

## Comportament
Durant el dia sol caçar en zones a l'ombra mentre que al vespre surt a llocs més oberts.